# برعمانية
البرعمانية (الاسم العلمي: Gemmatimonadetes) هي طائفة من البكتيريا تتبع شعبة البكتيريا البرعمية.

## التصنيف
- رتبة البرعميات
  - فصيلة البرعمات
    - جنس البرعمة